# Stacy Keach
Stacy Keach (Savannah, Georgia, 2 juni 1941) is een Amerikaanse acteur. Hij staat bekend om het spelen van dramatische rollen en verder helpt hij ook bij educatieve programma's van PBS en Discovery Channel.
Vroeger noemde hij zich Stacy Keach Jr. om zich te onderscheiden van zijn vader die ook acteur was. Zijn jongere broer, James Keach regisseerde enkele televisieseries. Stacy is drie keer getrouwd geweest: met Marilyn Aiken in 1975, met Jill Donahue in 1981 en met Malgosia Tomassi in 1986. Hij heeft twee dochters uit zijn tweede huwelijk en twee dochters uit zijn derde huwelijk.

## Carrière
Keach verscheen het eerst op Broadway als Buffalo Bill in Indians door Arthur Kopit. Het stuk won vele prijzen, waaronder enkele Obie Awards, Drama Desk Awards en Vernon Rice Awards. Ook speelde hij Mike Hammer in de televisieserie Mickey Spillane's Mike Hammer, Private Eye van CBS.
Een van Keach's meest controversiële rollen was die van Cameron Alexander in American History X met Edward Norton en Edward Furlong.
Ook hielp hij mee met programma's van National Geographic en speelde hij de rol van Ken Titus in Titus. Hij is nu vooral bekend als directeur Henry Pope van de gevangenis Fox River in het eerste seizoen van Prison Break.
Keach heeft al enkele malen gevangenisdirecteur gespeeld in films en televisieseries. Hij moest echter ooit zelf enkele maanden in een Britse gevangenis doorbrengen omdat hij cocaïne had gesmokkeld.

## Filmografie

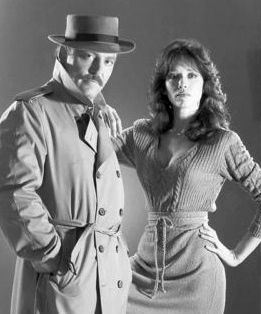
Stacy Keach in 1983 met Tanya Roberts

- 1975 - Kapitein Stuart Harper in Conduct Unbecoming
- 1976 - Lou Ford in The Killer Inside Me
- 1977 - Barabbas in Jesus of Nazareth
- 1980 - Frank James in The Long Riders
- 1981 - Pat Quid in Roadgames
- 1983 - Prince Stach Valenski in Princess Daisy
- 1983 - Mike Hammer in Murder Me, Murder You
- 1984 - Julien Mistral in Mistral's Daughter
- 1984-1987 - Mike Hammer in Mickey Spillane's Mike Hammer
- 1992 - Claude Sams in Revenge on the Highway
- 1996 - Malloy in Escape from L.A.
- 1997-1998 - Mike Hammer in Mike Hammer, Private Eye
- 1998 - Cameron Alexander in American History X
- 2000 - Tom in Mercy Streets
- 2000-2002 - Ken Titus in Titus
- 2003 - Pete Crane in Frozen Impact
- 2005-2009 - Henry Pope in Prison Break
- 2006 - Collin Reed in Fatal Contact: Bird Flu in America
- 2008 - Warden Carl Golan in Ring of Death
- 2009 - vader van Chelsey in Two and a Half Men
- 2009 - Sheriff Crowe in Meteor: Path to Destruction
- 2011 - Robert 'Pops' Leary in Lights Out[1]
- 2011 - Marcus in Storm War
- 2012 - Mark Turso in The Bourne Legacy
- 2012 - Jon in The Architect
- 2013 - Ed Pegram in Nebraska
- 2013 - Jimmy Brogan in Brooklyn Nine-Nine
- 2013 - De stem van Skipper in Planes
- 2014 - Grootvader van Mia in If I Stay
- 2015 - Bill Burkett in Truth
- 2018 - Aniello Dellacroce in Gotti
- 2019 - Joe in Man with a Plan